# 조숭문
조숭문(趙崇文, ?~1456년)은 조선 전기의 무신, 군인이다. 본관은 옥천, 자는 무백(武伯), 호는 죽촌(竹村)이다.
무과에 급제하여 관직은 병마절도사에 이르렀다. 1456년 처조카 성삼문·박팽년 등의 문신들과 유응부·성승 등의 무신들이 주도한 단종복위운동에 연루되어 처형되었다.

## 개요
본관은 옥천(玉川). 자는 무백(武伯), 호는 죽촌(竹村)이다. 
그의 조부는 고려 오은(五隱)으로 꼽히는 농은(農隱) 조원길이며, 아버지는 두문동 72현으로 전해지는 조유(趙瑜)이다. 세종이 재위할 때 무과에 급제하였으며 1456년(세조 2) 병마절도사로 있을 때 처조카 성삼문(成三問)·박팽년(朴彭年) 등의 문신들과 유응부(兪應孚)·성승(成勝) 등의 무신들이 주도한 단종복위운동에 연루되어, 아들 조철산(哲山)과 함께 처형되었다.
1779년(정조 3) 경연관 송덕상(宋德相)의 상소로, 옛집터인 전라남도 순천시 주암면 죽림리에 그의 충의와 순절을 기리는 정문이 세워졌다. 1791년 단종 묘정에 배향되었고 옥천 조씨의 사당(祠堂)인 겸천서원(謙川書院)과 동학사(東鶴寺) 숙모전(肅慕殿)에 제향되었다. 사후 병조판서에 추증되었으며 시호는 절민(節愍)이다.

## 같이 보기
- 조원길
- 조철산
- 단종복위운동
- 성달생
- 성삼문
- 옥천 조씨